# Turcologia
La turcologia és la ciència de les llengües, literatures, la història, les religions i la cultura intel·lectual i material dels pobles turquesos en el passat i el present.
L'emigració per motius laborals dels turcs a les últimes dècades ha ampliat l'àrea d'investigació tradicional de la turcologia considerablement quant al seu àmbit geogràfic i contingut.

## Objecte de la turcologia
L'àrea geogràfica dels trucs s'ha ampliat considerablement a les últimes dècades per causa de la migració. Originalment s'estenia de l'actual República Popular de la Xina actual fins a Europa del sud-est i de l'extrem nord de Rússia (vegeu també Sibèria) fins als països de l'Orient Pròxim.
La població de tots els països de parla turca, els grups ètnics i les minories és ara d'almenys 300 milions. La UNESCO va determinar en els anys 80, que per a les llengües turqueses es podia acceptar que hi havia un nombre de parlants proper als 200 milions si s'hi afegien els que parlaven una llengua turquesa com a segona o tercera llengua. Avui en dia es pot considerar un nombre més gran a causa del creixement de la població, però el nombre de parlants en general no s'ha de confondre amb l'ètnia (vegeu també pobles turquesos). Els textos més antics estan datats en el període de 600 a 800 de la nostra era.
Entre els antics turcs el xamanisme va jugar un rol. Avui, els diferents pobles turquesos pertanyen a diferents religions. Entre les religions més importants trobem l'islam, el cristianisme, el budisme, el judaisme i religions indígenes. Els turcs (turcs aquí s'utilitza com a terme genèric per superior per a tots els pobles que parlen llengües turqueses) són avui en la seva major part de confessió musulmana sunnita. Els seguidors del budisme actualment són només els iugurs i els tuvinians.
Els estudis de turcologia ensenyen almenys dues llengües turqueses, a més de temes històrics - la primera llengua és sempre el turc. La segona llengua és diferent; per exemple la Universitat Lliure de Berlín té el tàtar com a segona llengua al seu pla d'estudis.

## Ciència/investigació
Turcòlogues i turcòlegs investiguen mitjançant els textos d'origen i testimoniatges de la cultura material dels diferents pobles turquesos així com el canvi lingüístic i cultural amb els pobles veïns des del segle viii.
Les prioritats d'investigació de la turcologia se centren en l'àrea de Turquia, o bé en l'Imperi Otomà, els estats turquesos així com a Àsia central.

## Investigadors
- Milan Adamovic
- Reşit Rahmeti Arat
- Johannes Benzing
- Gerard Clauson
- Agop Dilaçar
- Gerhard Doerfer
- Marcel Erdal
- Carter Vaughn Findley
- Annemarie von Gabain
- Manfred Götz
- Peter Benjamin Golden
- Kaare Grønbech
- Halil İnalcık
- Georg Jacob
- Lars Johanson
- Petra Kappert
- Barbara Kellner-Heinkele
- Mark Kirchner
- Dimitri Kitsikis
- Klaus Kreiser
- Jens Peter Laut
- Bernard Lewis
- Karl-Heinz Menges
- Raoul Motika
- Hans-Robert Roemer
- Klaus Röhrborn
- Wolfgang-Ekkehard Scharlipp
- Friedrich Schrader
- Ursula Spuler-Stegemann
- Talat Tekin
- Ahmed Zeki Velidi Togan
- Peter Zieme
- Gerhard von Mende
- Semih Tezcan